# Velká Bystřice
Velká Bystřice (tyska: Groß Wisternitz) är en stad i Tjeckien. Den ligger i distriktet Olomouc och regionen Olomouc, i den östra delen av landet, 220 km öster om huvudstaden Prag. Velká Bystřice ligger 253 meter över havet och antalet invånare är 3 248 (2016).
Terrängen runt Velká Bystřice är platt åt sydväst, men åt nordost är den kuperad. Runt Velká Bystřice är det ganska tätbefolkat, med 78 invånare per kvadratkilometer. Närmaste större samhälle är Olomouc, 8,2 km väster om Velká Bystřice. Trakten runt Velká Bystřice består till största delen av jordbruksmark.
Trakten ingår i den hemiboreala klimatzonen. Årsmedeltemperaturen i trakten är 7 °C. Den varmaste månaden är juli, då medeltemperaturen är 20 °C, och den kallaste är januari, med −8 °C. Genomsnittlig årsnederbörd är 945 millimeter. Den regnigaste månaden är juni, med i genomsnitt 137 mm nederbörd, och den torraste är mars, med 41 mm nederbörd.